# 광명역 (고산)
광명역(光明驛)은 조선민주주의인민공화국 강원도 고산군에 위치한 철도역이다. 경원선의 철도역으로 영업을 시작하였으며, 한반도의 분단이후 강원선의 철도역이 되었다. 원래이름은 석왕사의 이름을 딴 석왕사역이었다.

## 연혁
- 1913년 8월 21일: 석왕사역(釋王寺驛)으로 영업 개시[1]
- 일자 불명: 광명역으로 역명 변경